# Liber Census Daniæ
El Liber Census Daniæ (Llibre del cens de Dinamarca, en llatí) o Llibre del cens del rei Valdemar (en danés: Kong Valdemars Jordebog) és un document comissionat durant el regnat de Valdemar II (1202-1241) i consta de diversos manuscrits separats. Els manuscrits originaris es troben als Arxius Nacionals (en danés: Rigsarkivet), de Copenhaguen.
És un manuscrit d'un valor incalculable per al cens de localitats, pobles, ciutats i propietats de la Dinamarca medieval. Molts pobles de Dinamarca, del nord d'Alemanya, del sud de Suècia i del nord d'Estònia s'hi documentaren per primera vegada.
Fou reemplaçat pel cadastre de Cristià V el 1688.